# Cratere Sigli
Sigli  è un cratere sulla superficie di Marte.